# حسام الدين بن سليم الكيلاني
هو الشيخ الدكتور حسام الدين بن سليم بن بدوي بن عثمان الكيلاني الحسني من مواليد مدينة حمص سنة 1972 م 1391 هـ وسكانها.ويعود نسبه إلى الشيخ عبد القادر الجيلاني الحسني رضي الله عنه، 
درس العلوم الشرعية في كلية الشريعة في جامعة دمشق، وقرأ القرآن الكريم بالقراءات على جمع من العلماء والقراء، وقرأ كتب الحديث الشريف ومصطلحه على مشايخ ومحدثي وقته.

## طلبه للعلم
وُلِدَ في حمص عام 1972 م. والتحق بكتاتيبها في حي باب الدريب تحت المئذنتين فتعلم القرآن الكريم منذ نعومة أظفاره، ثم التحق بمدارس حمص الابتدائية والإعداية ثم حصل على الثانوية العامة الفرع العلمي، دخل كلية الشريعة بجامعة دمشق سنة 1990 م، حصل على شهادة الليسانس (الإجازة) من كلية الشريعة بجامعة دمشق ثم حصل على شهادة الماجستير في الدراسات الإسلامية عام 2003م وحصل على شهادة العالمية (الدكتوراه) من معهد الدراسات الإسلامية في الجزائر وعنوان البحث (الزواج من غير المواطنة وأثره على الأبناء) ثم حصل على عدة شهادات دكتوراه في الحديث والفقه عن كتبه ومؤلفاته المذكورة أدناه.
قرأ القرآن الكريم برواياته وقراءآته على كثير من علماء وقراء العالم الإسلامي وقد تم ذكر معظمهم أدناه وكذلك تلقى علوم الحديث وكتب الحديث ومصطلحه على كبار محدثي زمانه ومعاصريه بأعلى إسناد إلى النبي صلى الله عليه وآله وسلم وكذلك تم ذكر بعضهم أدناه.

## تدريسه وخطابته
- مارس العمل الدعوي والتربوي والتعليمي في الثانويات العامة والشرعية والمعاهد الشرعية في سورية منذ سنة 1991 م.
- خطيب ومدرّس في جوامع ومساجد حمص منذ سنة 1991 م منها المسجد النوري الكبير 1994م وجامع الصحابي الجليل خالد بن الوليد 1995 م وجامع الحنابلة 1991 م، وجامع الفردوس1993 م وجامع القاسمي 1996م وبقي في جامع الباشات بحمص قرابة خمس عشرة عاماً منذ سنة 1999 م وغيرها من المساجد.
- مدرّس في المعهد الشرعي والثانوية الشرعية بحمص سنة 1995م.
- عضو في جمعية العلماء بحمص منذ سنة 1993م.
- كانت له رحلات دعوية وتربوية كثيرة، وألقى العديد من المحاضرات الدعوية.
- من الدعاة الذين يدعون إلى الله على بصيرة ونور، بطريقة جميلة لبقة مهذبة.
- له فضل كبير في نشر الحديث النبوي الشريف بالأسانيد المتصلة كما له فضل في ترشيد الفكر الدعوي الإسلامي في مدينة حمص.
- هدفه في الحياة: أن يرضى الله عنه، وأن يرى رسالة الإسلام قد عمّت جميع بقاع الأرض، وأن يرى المسلمين جميعاً يداً واحدة وعلى قلبٍ واحدٍ.

## دار الحديث الشريف
أسس مكتبا للحديث الشريف بحمص باسم (دار الحديث الشريف) سنة 2005 م حيث كانت طلبة العلم تقرأ عليه فيه كتب الحديث الشريف كافة بأسانيده المتصلة للنبي صلى الله عليه وآله وسلم.

## مشايخه في الحديث الشريف
- محدَّث الدِّيار الحِمصيَّة الشَّيْخُ المُحَدِّثُ المُعمَّر أَحمَدُ كَعْكَة الحِمْصِيُّ الشَّافِعِيُّ وقد جاوز 101 عاماً ت 1418 هـ.
- الشَّيْخُ المُحَدِّثُ المعمَّر  وَصفيّ بن أحمَد المُسَدّيّ الحِمصيّ ت 1431 هـ.
- محدِّثُ الحَرَمَين الشَّريفين الشَّيْخُ محمَّد ياسين  بن محمَّد عيسى الفَادَانيُّ الحسنيُّ المكيُّ الشَّافعيُّ ت 1410 هـ.
- مُحَدِّثُ الدِّيَارِ المَغربيَّة الشَّيْخُ  أبو الفضل السَّيِّد عبدُ الله بن محمَّد الصِّديق الغُماريُّ الحسنيُّ الطَّنجيُّ ت 1413هـ.
- الشَّيْخُ المُحَدِّثُ  المفسِّر الأديب عبد الله بن محمّد نجيب سراج الدّين الحُسينيّ الحَلبيّ ت 1422 هـ.
- الشَّيْخُ المُحَدِّثُ  محمَّد زَين العَابدين الجذبةُ الحلبيُّ الحنفيُّ ت 1426هـ.
- الشَّيْخُ المُحَدِّثُ المعمَّر محمد درويش الخطيب الحلبي الشافعي ت 1432 هـ وقد جاوز 110 عاماً.
- الشَّيْخُ المُحَدِّثُ المعمَّر عبدُ اللهِ بن أحمد بن محسن  النَّاخبيُّ   اليَافعيُّ ت 1428 هـ.
- الشَّيْخُ المُحَدِّثُ  المعمَّر الأديب عبدُ القَادِر بنُ كرامة  الله البُخاريُّ ت 1420 هـ.
- الشَّيْخُ المُحَدِّثُ المُعَمَّرُ أبو محمَّد حُسين بن أحمد عُسَيْرَان البَيروتيُّ  ت  1426هـ.
- الشَّيْخُ المُحَدِّثُ المعمَّر الشّاذلي بن الصّادق بن الطّاهر النيّفر التُّونسيّ ت 1418 هـ.
- الشَّيْخُ المُحَدِّثُ أبو يُونُس صَالح أحمد بن محمَّد إدريس الأركانيُّ ت 1418هـ.
- الشَّيْخُ المُحَدِّثُ أحمد بن محمَّد سَردَار الحلبيُّ الشَّافعيُّ ت 1418 هـ.
- الشَّيْخُ المُحَدِّثُ محمّد زهير الشَّاويش ت 1434هـ.
- الشَّيْخُ المُحَدِّثُ صُبحي بن جاسم البَدريّ السَّامُرائيّ ت 1434 هـ.
- الشَّيْخُ المُحَدِّثُ المعمَّر عبدُ الرَّحمن بن شَيخ بن عَلوي الحَبشيّ اليَمنيّ وقد جاوز 122 عاماً ت 1435 هـ.
- الشَّيْخُ المُحَدِّثُ المعمَّر يُوسُفُ بن محمود العتوم الجرشيّ ت 1434 هـ وقد جاوز 137 عاماً.
- الشَّيْخُ المُحَدِّثُ المعمَّر محمّد العربيّ الدُّغليّ الصَّالحي الدّمشقيّ ت 1437 هـ.
- الشَّيْخُ المُحَدِّثُ المعمَّرأحمدُ بن صَالح الحَبَّال الرِّفَاعيّ الدّمشقيّ ت 1430 هـ وقد جاوز 107 عاماً.
- الشَّيْخةُ المعَمَّرةُ المسنِدةُ الشَّريفةُ نفيسَة بنت محمَّد الزَّمزميّ بن محمّد بن جعفر الكتّانيّ ت 1427 هـ.

وغيرُهم كثيرٌ تم ذكرهم في كتاب «الأمالي في أعلى الأسانيد العوالي» وكتاب «الجَواهِر الجَنيَّة فيما علا من الأسَانيد الكَيلانيَّة» وثبت «الجَواهر الثِّمان» وثبت «الإسعَاد».

## تلاميذه الذين أجازهم
أجاز آلافاً مؤلفة من طلبة العلم بشتى العلوم الشرعية منها القرآن الكريم وقراءاته الأربع عشرة، وكذلك بالحديث الشريف وعلوم المصطلح والفقه وغيرها من العلوم... ذكر جلهم في كتابه (الجواهر الجنية فيما علا من الأسانيد الكيلاني).

## من مؤلفاته
له مؤلفات كثيرة مطبوعة وغير مطبوعة منها:
- كتاب البيان في أحكام تجويد القرآن. مطبوع أكثر من خمس طبعات بدار الآثار الإنسانية بحمص.
- منظومة البيان في أحكام تجويد القرآن برواية حفص عن عاصم من طريق الشاطبية وهي من البحر الطويل.
- الأمالي في أعلى الأسانيد العوالي. مطبوع بدار القلم العربي بحلب.
- دفع الأوهام. تحقيق وهو مطبوع بدار الآثار الإنسانية بحمص.
- الجواهر الثمان في إجازة أبي عبد الرحمن (ثبت محدث الباكستان) مطبوع ببيروت.
- الجواهر الجنية فيما علا من الأسانيد الكيلانية. وهو كتاب جمع فيه المؤلف جميع أسماء الشيوخ الذين أجازوه في الحديث والمصطلح مع بيان أعلى أسانيده ومسلسلاته الحديثية إلى النبي المصطفى صلى الله عليه وآله وسلم.
- نثر الجواهر والدرر في علماء القرن الرابع عشر.
- إتحاف البشر بأسانيد الكتب العشر. مطبوع بدار الحديث الشريف بحمص.
- الإسعاد في إجازة مشايخ دار الموصل للعلوم الشرعية والإسناد. مطبوع بدار الحديث الشريف. حمص.
- (الأوقاف الإسلامية وأثرها في الحضارة الإنسانية) وأصله رسالة جامعية لنيل شهادة العالمية في الفقه (الدكتوراه).
- (الزواج من غير المواطنة وأثره على الأبناء) وهو رسالة جامعية لنيل شهادة العالمية في الدراسات الإسلامية (الدكتوراه).
- العقود اللؤلئية فيما علا من الأسانيد الأحمدية: وهو ثبت شيوخ وأسانيد محدث الديار الحمصية الشيخ أحمد كعكة الحمصي الشافعي.
- (الطلاق الثلاث في ظلال القرآن والسنة) وهو كتاب فقهي مقارن يدرس فيه المؤلف مسألة الطلاق الثلاث في مجلس واجد مقارناً على المذاهب الفقهية الأربعة وقانون الأحوال الشخصية في الجمهورية العربية السورية.
- (الإرشاد لما علا من الإسناد) وهو كتاب جمع فيه المؤلف أعلى طرق الإسناد للكتب الحديثية المؤدية له.